# Bruno Rizzi
Bruno Rizzi (* 3. November 1983 in Codogno) ist ein ehemaliger italienischer Radrennfahrer.

## Sportliche Laufbahn
Bruno Rizzi gewann 2006 das Eintagesrennen Freccia dei Vini-Memorial Dott. Luigi Raffele. Beim Giro dell Valli Cuneesi nelle Alpi del Mare gewann er eine Etappe und gewann auch die Gesamtwertung. In der Saison 2007 gewann er erneut den Memorial Dott. Luigi Raffele. Er gewann die drei Eintagesrennen Giro della Valsesia, Cronoscalata Gardone V.T.-Prati di Caregno und Gran Premio Inda.
2010 belegte Rizzi in der Gesamtwertung der Rumänien-Rundfahrt Platz zwei. Der Erstplatzierte Wladimir Koew wurde jedoch wegen Dopings gesperrt und seine Ergebnisse wurden annulliert, wodurch Rizzi auf Rang eins nachrückte.

## Erfolge
2007
- Giro della Valsesia
- Cronoscalata Gardone V.T.-Prati di Caregno
- Gran Premio Inda

2010
- Gesamtwertung Rumänien-Rundfahrt

## Teams
- 2008 NGC Medical-OTC Industria Porte
- 2009 Team Corratec
- 2010 Tusnad Cycling Team